# پلکان شرقی کاخ آپادانا
کاخ آپادانا در شمال و شرق دارای دو مجموعه پلکان است. پلکان‌های شرقی این کاخ که از دو پلکان - یکی رو به شمال و یکی رو به جنوب - تشکیل شده‌اند، نقوش حجاری‌شده‌ای را در دیوار کنارهٔ خود دارند. پلکان رو به شمال نقش‌هایی از فرماندهان عالی‌رتبهٔ نظامی مادی و پارسی دارد در حالی که گل‌های نیلوفر آبی را در دست دارند، حجاری شده است. در جلوی فرماندهان نظامی افراد گارد جاویدان در حال ادای احترام دیده می‌شوند. در ردیف فوقانی همین دیواره، نقش افرادی در حالی که هدایایی به همراه دارند و به کاخ نزدیک می‌شوند، دیده می‌شود.
بر دیوارهٔ پلکان رو به جنوب تصاویری از نمایندگان کشورهای مختلف به همراه هدایایی که در دست دارند دیده می‌شود. هر بخش از این حجاری اختصاص به یکی از ملل دارد.
کاخ آپادانا تخت جمشید شامل دو پلکان شمالی و شرقی می‌باشد.
پلکان شرقی شامل دو ایوان شمالی و جنوبی است که بر دیوار آن‌ها نقش نگاره‌ها و کتیبه‌هایی حکاکی شده که بدین صورت است:

## ایوان جنوبی

### کتیبه‌های دیوار جنوبی
دیوار جنوبی پلکان شرقی شامل چهار کتیبه است:
- سنگ‌نبشته یکم پارسی باستان
- سنگ‌نبشته دوم پارسی باستان
- سنگ‌نبشته ایلامی باستان
- سنگ‌نبشته بابلی

#### سنگ‌نبشته یکم پارسی باستان

سنگ‌نبشته یکم پارسی باستان

سنگ‌نوشته یکم پارسی باستان پی‌بنای دیوار جنوبی تخت جمشید یکی از چهار کتیبه پی‌بنای دیوار جنوبی تخت جمشید است. این کتیبه به میخی پارسی باستان می‌باشد. تعداد سطور این سنگ نبشته ۲۴ سطر است. موضوع سنگ نبشته که به دستور داریوش بزرگ ساخته شده است، ستایش اهورامزدا، توصیف سرزمین پارس و آرزوی پایندگی از اهرامزدا می‌باشد.

#### سنگ‌نبشته دوم پارسی باستان

سنگ‌نبشته دوم پارسی باستان

سنگ‌نوشته دوم پارسی باستان پی‌بنای دیوار جنوبی تخت جمشید یکی از چهار کتیبه پی‌بنای دیوار جنوبی تخت جمشید است. این کتیبه به میخی پارسی باستان می‌باشد. تعداد سطور این سنگ نبشته ۲۴ سطر است. موضوع سنک نبشته که به دستور داریوش بزرگ ساخته شده است، معرفی داریوش بزرگ، معرفی سرزمین‌های خراجگزار و اندرزگویی به فرمانروایان می‌باشد.

#### سنگ‌نبشته ایلامی باستان

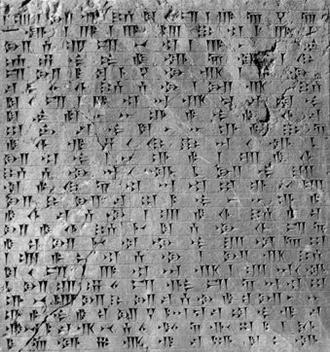
سنگ‌نبشته ایلامی باستان

سنگ‌نوشته ایلامی پی‌بنای دیوار جنوبی تخت جمشید یکی از چهار کتیبه پی‌بنای دیوار جنوبی تخت جمشید است. این کتیبه به خط عیلامی می‌باشد. تعداد سطور این سنگ نبشته ۲۴ سطر است. موضوع سنگ نبشته که به دستور داریوش بزرگ ساخته شده است، ستایش اهورامزدا، ساخت تخت جمشید و آرزوی پایندگی برای پارسه (تخت جمشید) می‌باشد.

### سنگ نگاره جنوبی

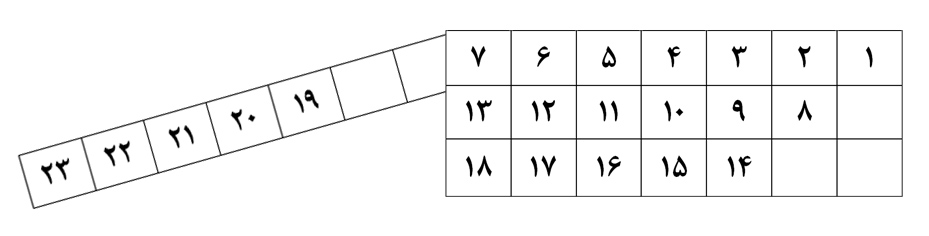
۱- مادی‌ها ۲- ایلامی‌ها ۳- پارت‌ها ۴- سغدی‌ها ۵- مصری‌ها ۶- باختری‌ها ۷- اهالی سیستان ۸- اهالی ارمنستان ۹- بابلی‌ها ۱۰- اهالی کلیکیه ۱۱- سکاهای کلاه‌تیزخود ۱۲- ایونی‌ها ۱۳- اهالی سمرقند ۱۴- فنیقی‌ها ۱۵- اهالی کاپادوکیه ۱۶- اهالی لیدی ۱۷- اراخوزی‌ها ۱۸- هندی‌ها ۱۹- اهالی مقدونیه ۲۰- اعراب ۲۱- آشوری‌ها ۲۲- لیبی‌ها ۲۳- اهالی حبشه

در سنگ نگاره جنوبی تمامی ملل شاهنشاهی هخامنشی هدایایی برای شاه می‌آورند، نمایش داده شده‌اند. هر ملت بر اساس لباس و هدایا قابل تشخیص است.
| شماره | ملیت      | هدیه                           | نگاره | شماره | ملیت                 | هدیه                        | نگاره |
| ----- | --------- | ------------------------------ | ----- | ----- | -------------------- | --------------------------- | ----- |
| ۱     | مادها     | صنایع دستی                     |       | ۱۳    | پارت‌ها               | پارچه، اسب                  |       |
| ۲     | ایلامی‌ها  | شیر ماده و دو توله‌اش           |       | ۱۴    | گنداره‌ای‌ها           | ظروف، گاو                   |       |
| ۳     | ارمنی‌ها   | اسب، شراب                      |       | ۱۵    | باختریش              | شتر دو کوهان، لبنیات        |       |
| ۴     | فنیقی‌ها   | جام، پیاله، دستنبد زرین، ارابه |       | ۱۶    | اسگارتایی‌ها          | اسب، لباس                   |       |
| ۵     | بابلی‌ها   | گاو کوهان‌دار، پارچه‌های زینتی   |       | ۱۷    | سغدی‌ها               | گوسفند، شراب، پارچه         |       |
| ۶     | لیدیه‌ای‌ها | ظرف‌های زرین، ارابه و اسب       |       | ۱۸    | هندی‌ها               | قاطر، عطر، نیزه زرین، ادویه |       |
| ۷     | رخجی‌ها    | ظروف، گوزن                     |       | ۱۹    | تراکیان و مقدونیان   | سپر، نیزه، شمشیر            |       |
| ۸     | آشوری‌ها   | قوچ، جواهرات، پارچه            |       | ۲۰    | عرب‌ها                | شتر، خنجر، پارچه            |       |
| ۹     | کاپادوکیه | اسب، لباس                      |       | ۲۱    | زرنگ                 | گاومیش، قالی                |       |
| ۱۰    | مصری‌ها    | گاو، پارچه، مروارید            |       | ۲۲    | لیبی‌ها               | بز، ارابه، نیزه             |       |
| ۱۱    | سکاها     | زیورآلات، اسب، کمان            |       | ۲۳    | حبشی‌ها (اتیوپیایی‌ها) | شمشیر، عاج فیل، زرافه       |       |
| ۱۲    | ایونیان   | پارچه، ظروف سیمین، کلاف، پشم   |       |       |                      |                             |       |

## نگارخانه

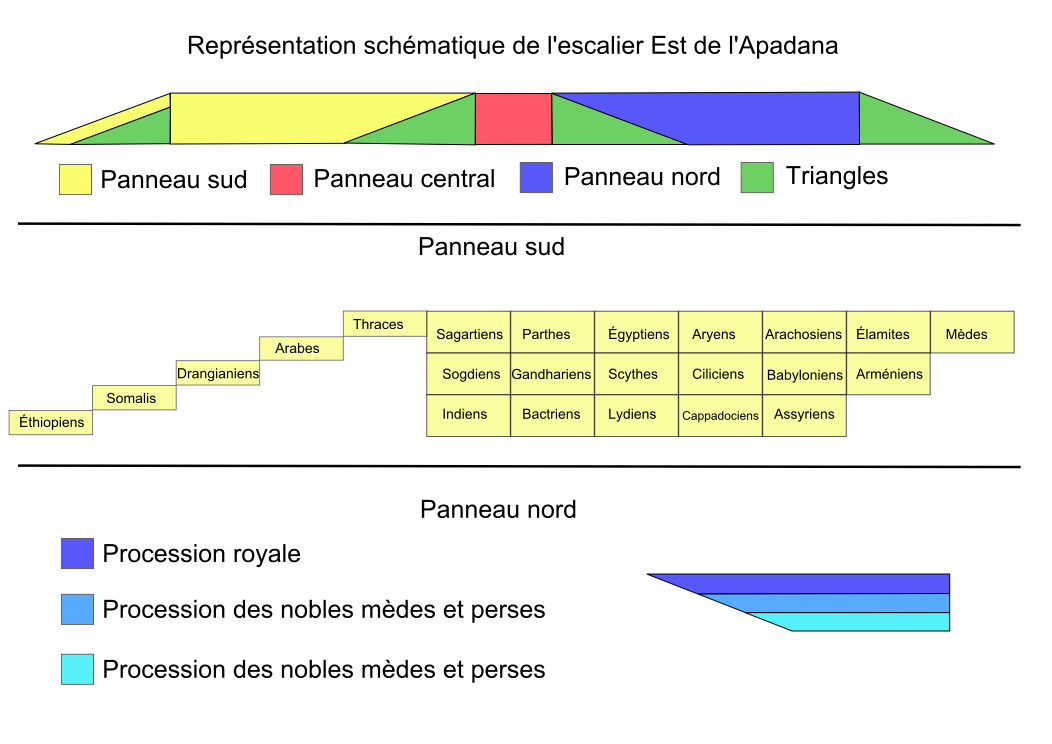
طراحی پلکان شرقی
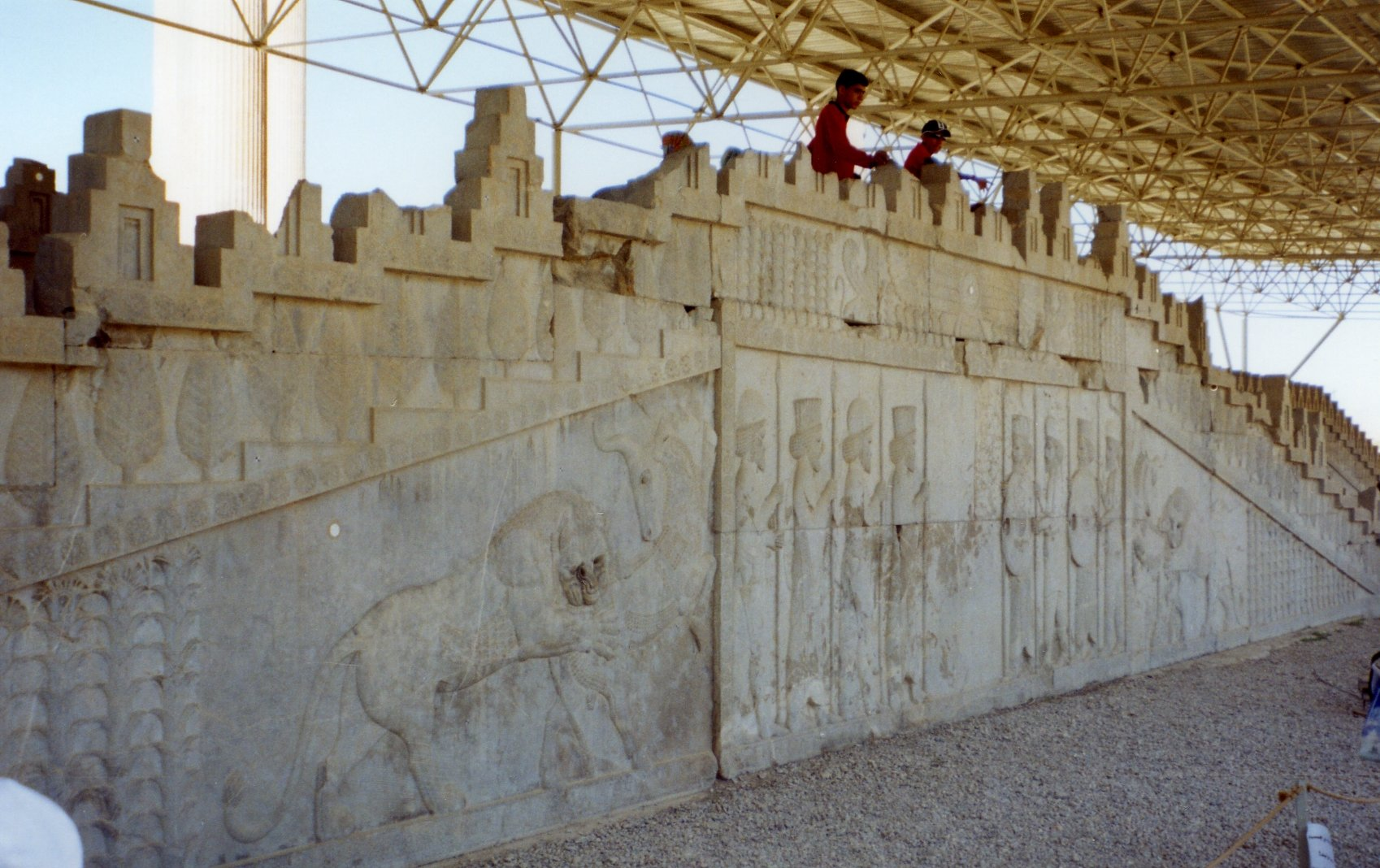
پلان مرکزی
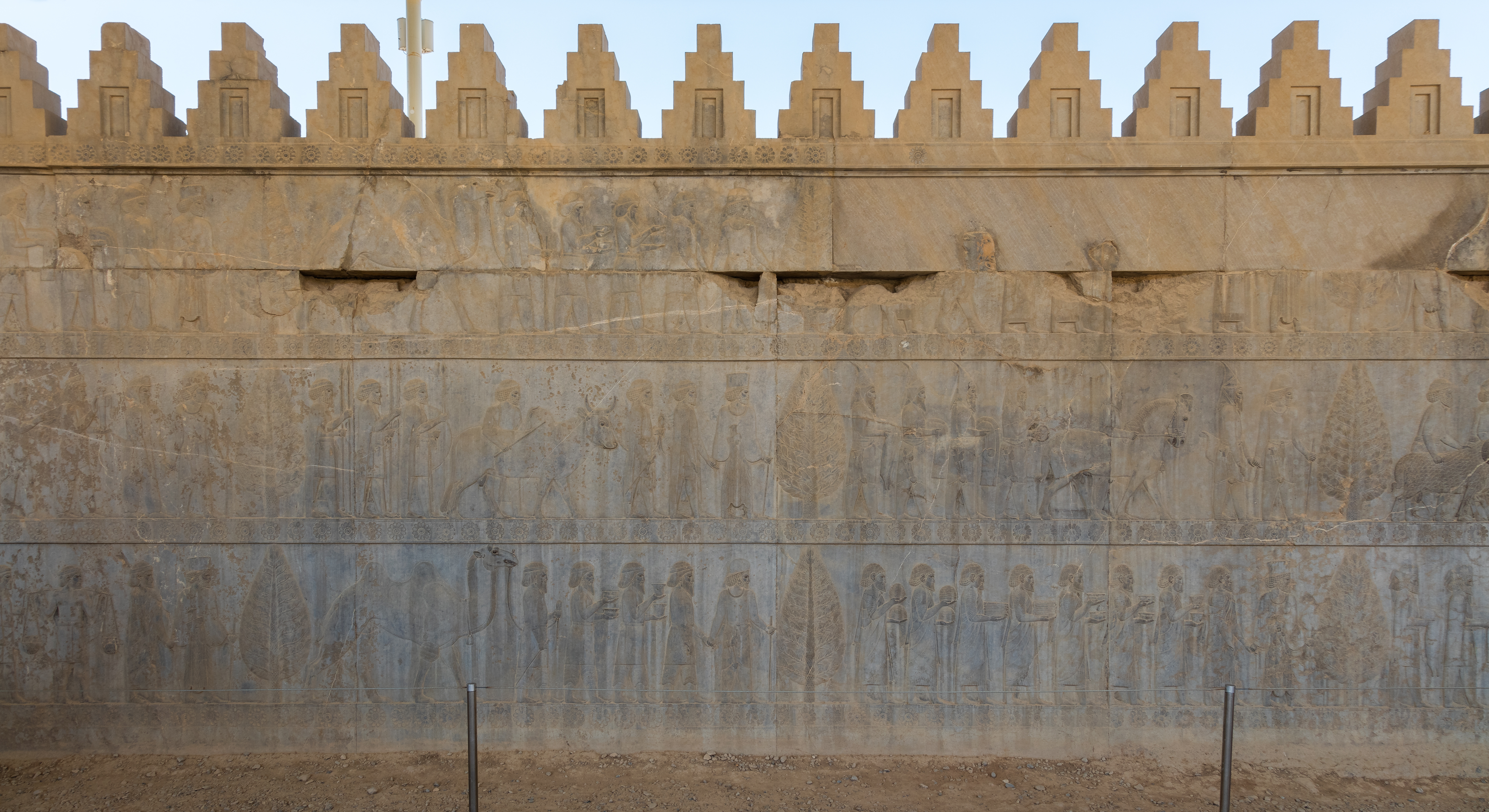
تزئینات پلکان
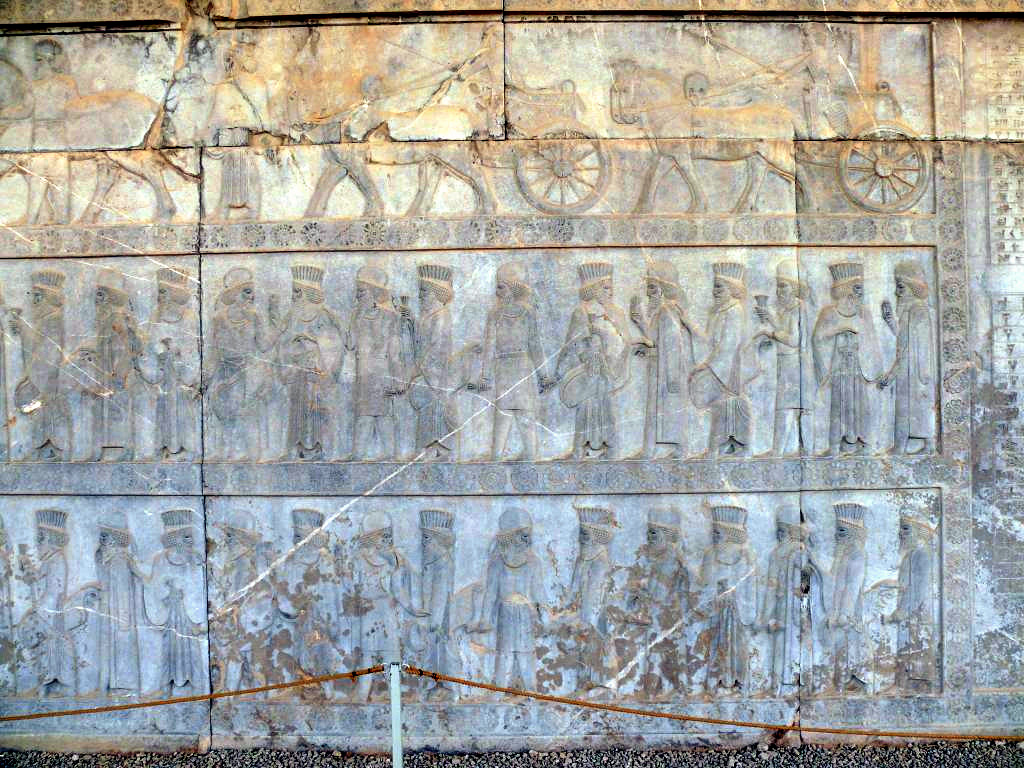
نقوش پلکان شرقی
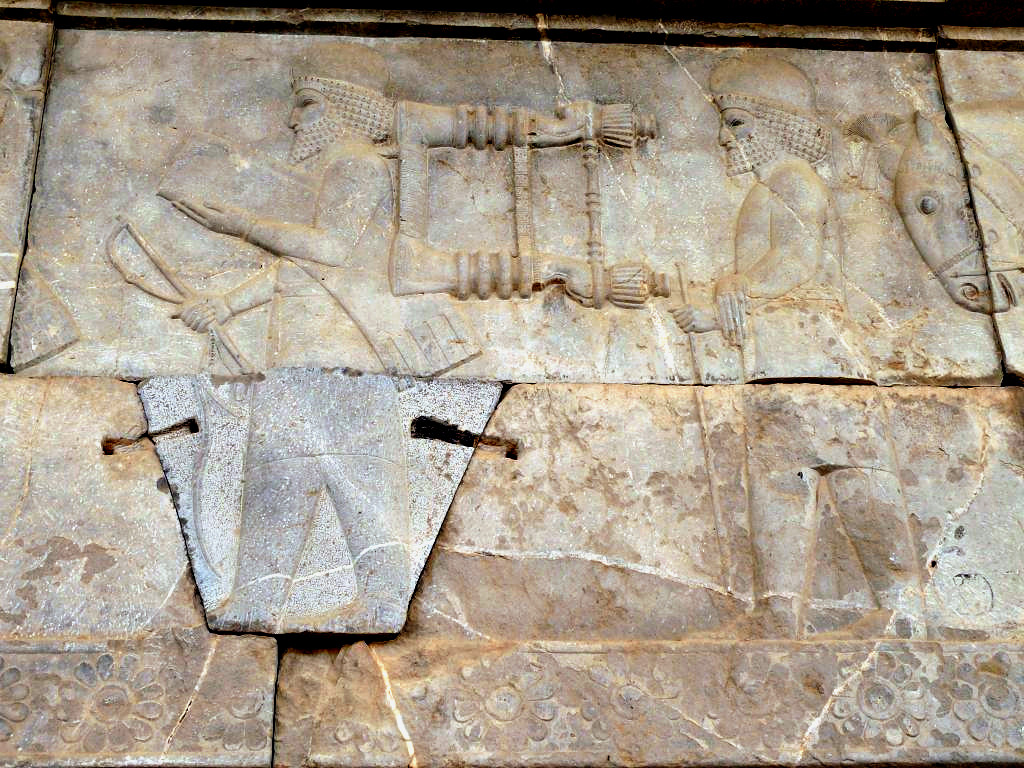
آثار تعمیرات دوره ای با استفاده از بست‌های فلزی
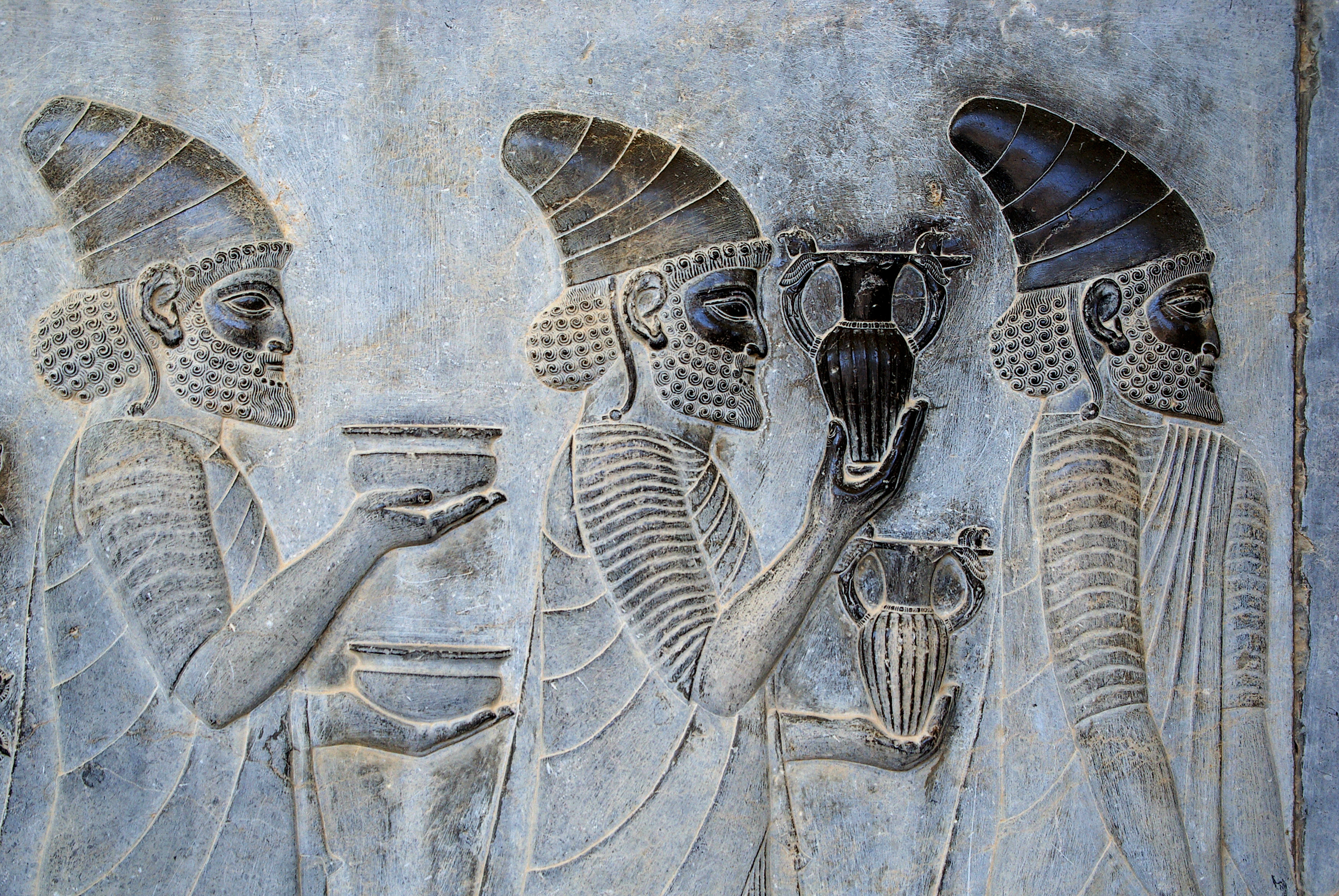
سنگ‌نگاره هدیه‌آوران لودیه‌ای که در حال حمل پیشکش‌های خود برای پادشاه هخامنشی هستند. این سنگ‌نگاره در پلکان شرقی کاخ آپادانای تخت جمشید سنگ‌تراشی شده است.